# L'Arc de Berà
|  | Aquest article tracta sobre l'editorial catalana. Si cerqueu l'edifici prop de la ciutat de Tarragona, vegeu «Arc de Berà». |

L'Arc de Berà és una empresa distribuïdora de llibres fundada a Barcelona el 1971 per Jordi Úbeda i Bauló, Josep Espar i Ticó, Josep Maria López i Llaví i Joaquim Ensesa, amb objectiu de facilitar la distribució del llibre en català arreu dels Països Catalans, no solament a les grans ciutats, sinó en tots aquells pobles, grans o petits, on hi hagués algun llibreter disposat a col·laborar en les tasques de reconstrucció cultural. D'antuvi obriren delegacions a València, Girona, Lleida, Reus i Tarragona, i les van estendre a Mallorca. Els darrers anys de la seva existència s'encarregaven de la venda de llibres a l'engròs, mentre que les vendes al detall les encarregaven a la llibreria Ona.
El 1997 va rebre la Creu de Sant Jordi pel seu treball en la distribució del llibre en català.
El dia 13 de setembre de 2010 es va fer públic que posava punt final a la seva activitat, comunicant que tancava a les gairebé 140 editorials amb què treballava: aproximadament el 25% del sector editorial català. L'emblemàtica llibreria Ona, a Gran Via de les Corts Catalanes, propietat de l'empresa, també es veia afectada pel tancament. Es calcula que la distribuïdora devia 1,5 milions d'euros a les editorials, entre les quals es troben Angle, Cossetània Edicions, Bromera, Barcino, l'Abadia de Montserrat, entre d'altres. Segons l'empresa, la caiguda es va produir, en part, a causa de la pèrdua de clients forts com Planeta, Edicions 62 i Columna, així com per la caiguda de les vendes els últims mesos.